# Hadena suffusa
Hadena suffusa är en fjärilsart som beskrevs av W. Warren 1910. Hadena suffusa ingår i släktet Hadena och familjen nattflyn. Inga underarter finns listade i Catalogue of Life.